# Natura 2000
Natura 2000，是欧洲联盟提出并建立的自然保护区网络。该保护区网络主要由“特別保育區”（SACs）和“特別保護區”（SPAs）两部分组成。其中“特别保护区”是《栖息地指令》中由成员国共同认定的保护区，而“特殊保护地”则是《鸟类指令》中被认定的保护地。

## 历史
1979年4月2日，欧盟通过《栖息地指令》（79/409/EEC），要求成员国采取必要措施，保护各自领土范围内的野生鸟类（格陵兰岛除外）。
1992年5月21日，欧盟通过《鸟类指令》（92/43/EEC)，正式建立Natura 2000自然栖息地和野生动植物群保护网络，并要求各成员国指定各自国家的特别保护区。
欧盟原计划让各成员国在2004年6月完成并提交保护区名单，然而随着一些欧盟新成员国的加入，保护区的认定和管理工作变得更加繁重，验收时间也一再推迟；而波兰等国甚至不严格遵守规定，受到了欧盟委员会的严重警告。
2011年，为方便各成员国对保护区的进一步管理，欧盟启动了Natura 2000生物地理计划。它将欧盟领土范围划分为9个生物地理学区域。

## 纪念日与奖项
Natura 2000保护区网络在欧盟公民中的知名度不高。根据2013年的调查，只有11％的人知道有这回事。为了提高公众对该网络和生物多样性的认识，欧盟将每年的5月21日指定为Natura 2000日。其倡议来自西班牙鸟类学会，日期刚好设在5月22日“国际生物多样性日”之前。
首届节日活动在2013年5月21日开展，之后每年的5月21日及之前的几周，欧洲各地都会开展各种活动。在2014年，欧盟鼓励各地的孩子们和政治家做出蝴蝶手势，并在发布在社交媒体上，以提高公众对Natura 2000网络的认识。
2013年，欧盟还设立了The Natura 2000奖，以表彰成员国中对保护区建设管理、国际交流以及社会经济做出突出贡献的团体。

## 争议
保护区的认定工作并非进行得一帆风顺，而许多已经认定的保护区也仍缺乏相应的管理计划。与此同时，它也受到了来自商人、农民及政客等多方人士的批评，他们担心栖息地保护计划会阻碍经济发展。
在西班牙，为了保护卡塞雷斯省西北部的沼泽，巴尔德卡尼亚斯新建的度假设施被宣布非法；为了保护海藻，加那利群岛高级法院无限期停止了格拉纳迪利亚港口的建设工程。2017年，在保加利亚黑海沿岸地区，由于缺乏事前沟通，一些正在建设的風力發動機和高尔夫球场的土地所有者收到了来自欧盟的土地禁用警告和罚金要求。当地人民随即举行了对欧盟的抗议示威活动。
Natura 2000保护区的范围和性质也饱受争议。大部分的保护区为森林，有的甚至设在城市地区。2009年，有歐洲議會議員呼吁应该更加注重欧洲荒野地区的保护，欧盟委员会在之后对相关政策进行了调整。

## 现状
截至2017年底，Natura 2000覆盖的范围已达到欧盟各成员国海陆总面积的18.2%，其中共有鸟类特殊保护地5616个，总面积756,142平方公里；特别保护区24127个，总面积1,049,871平方公里。

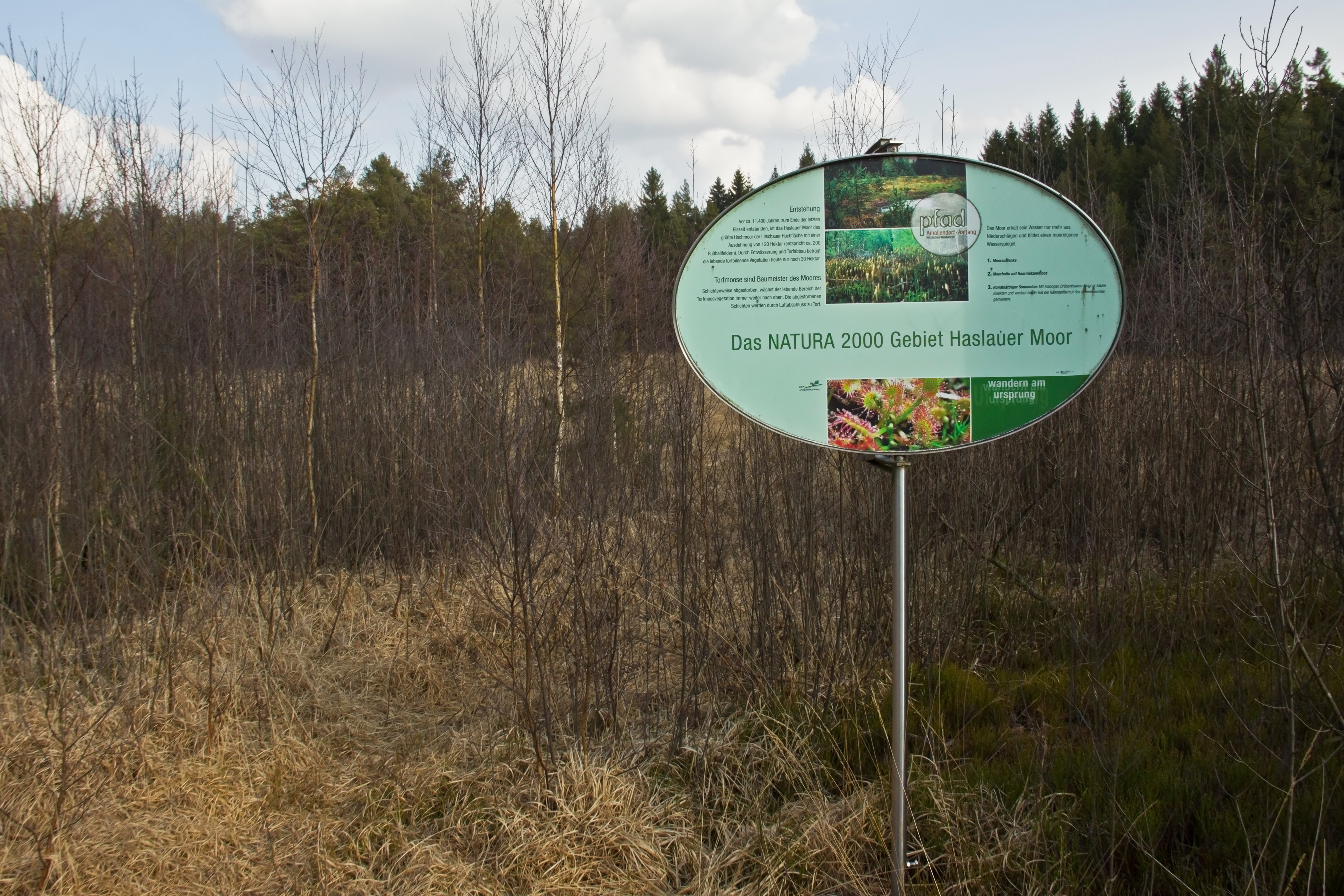
奥地利
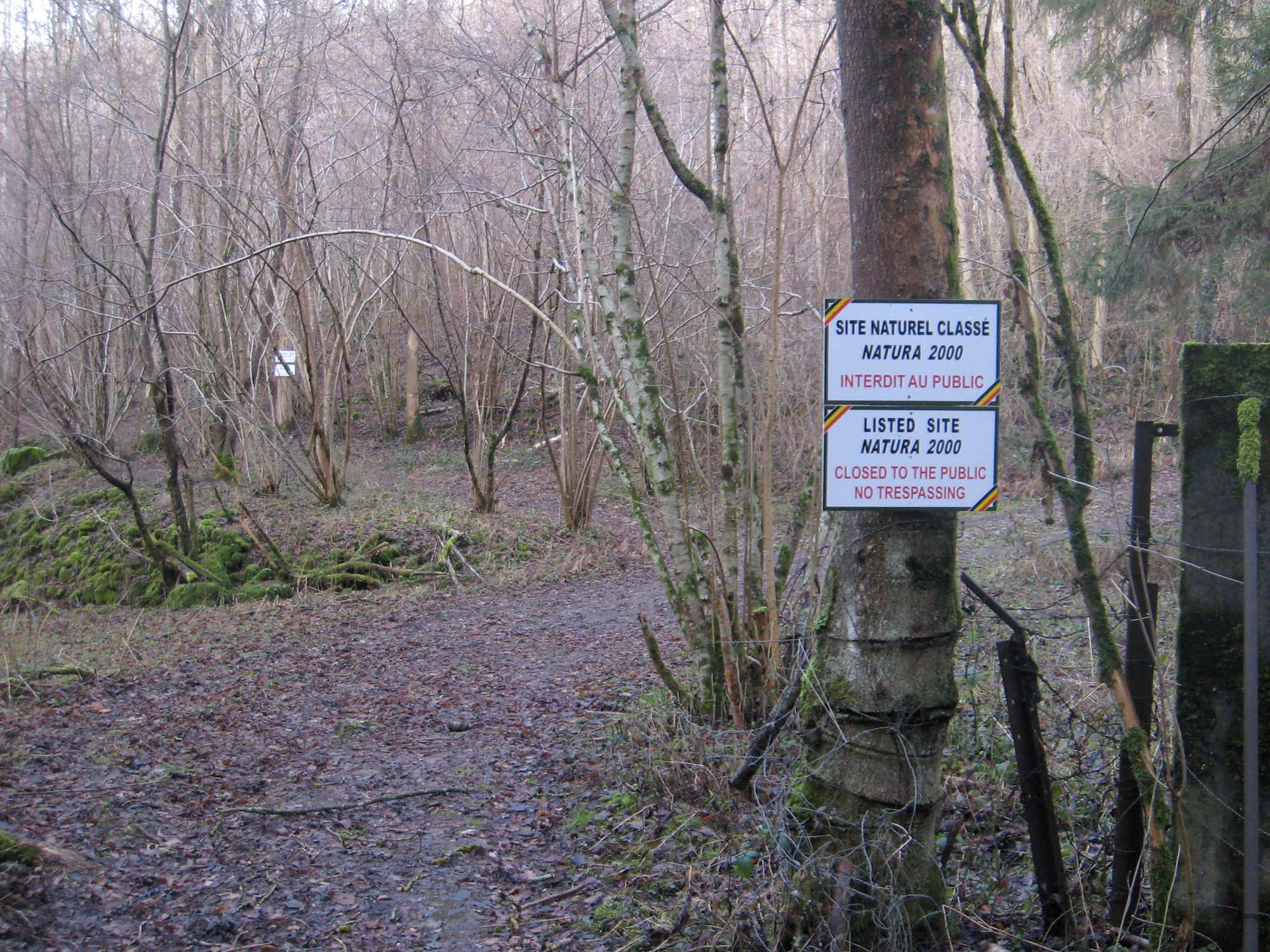
比利时
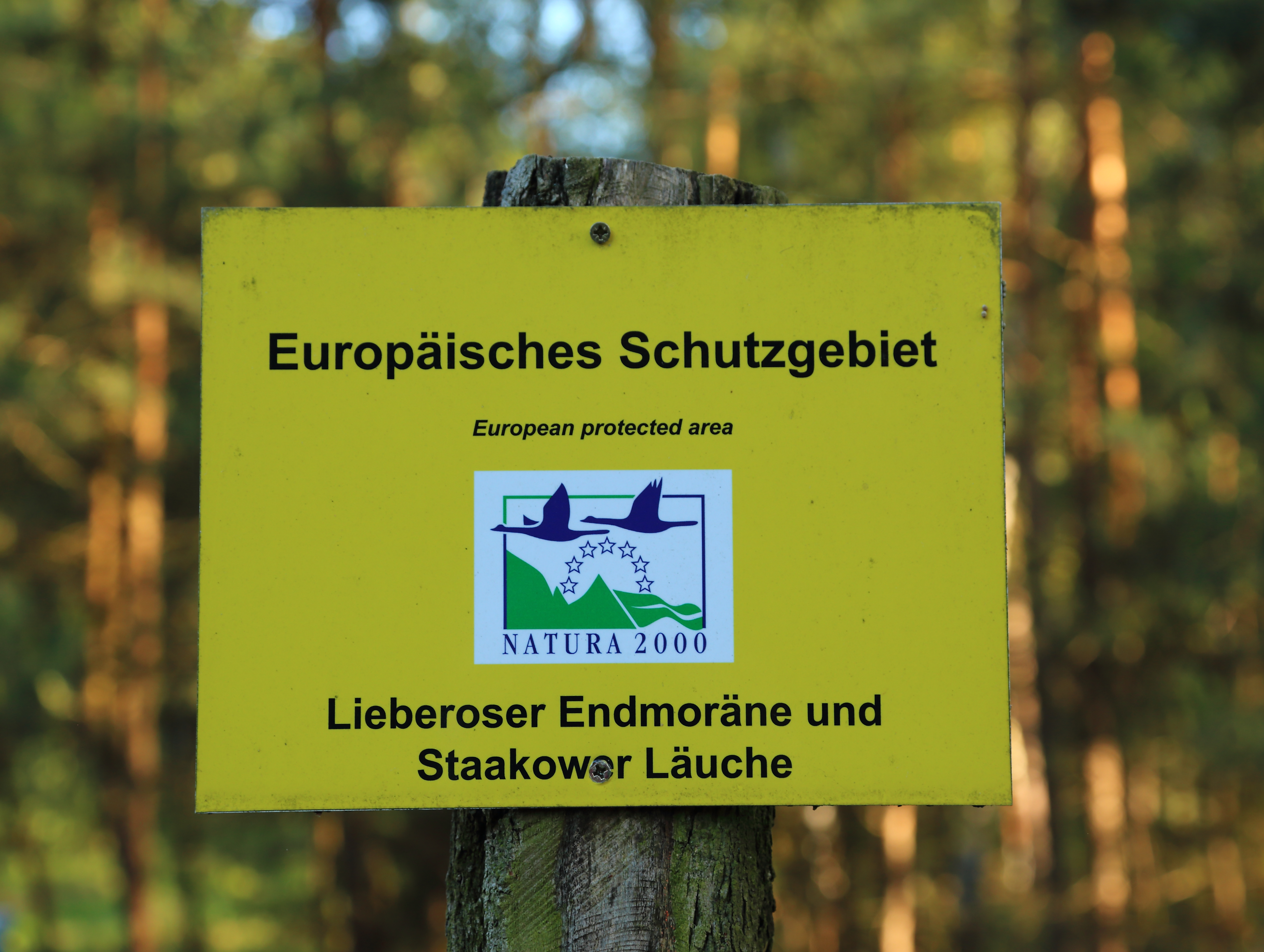
德国
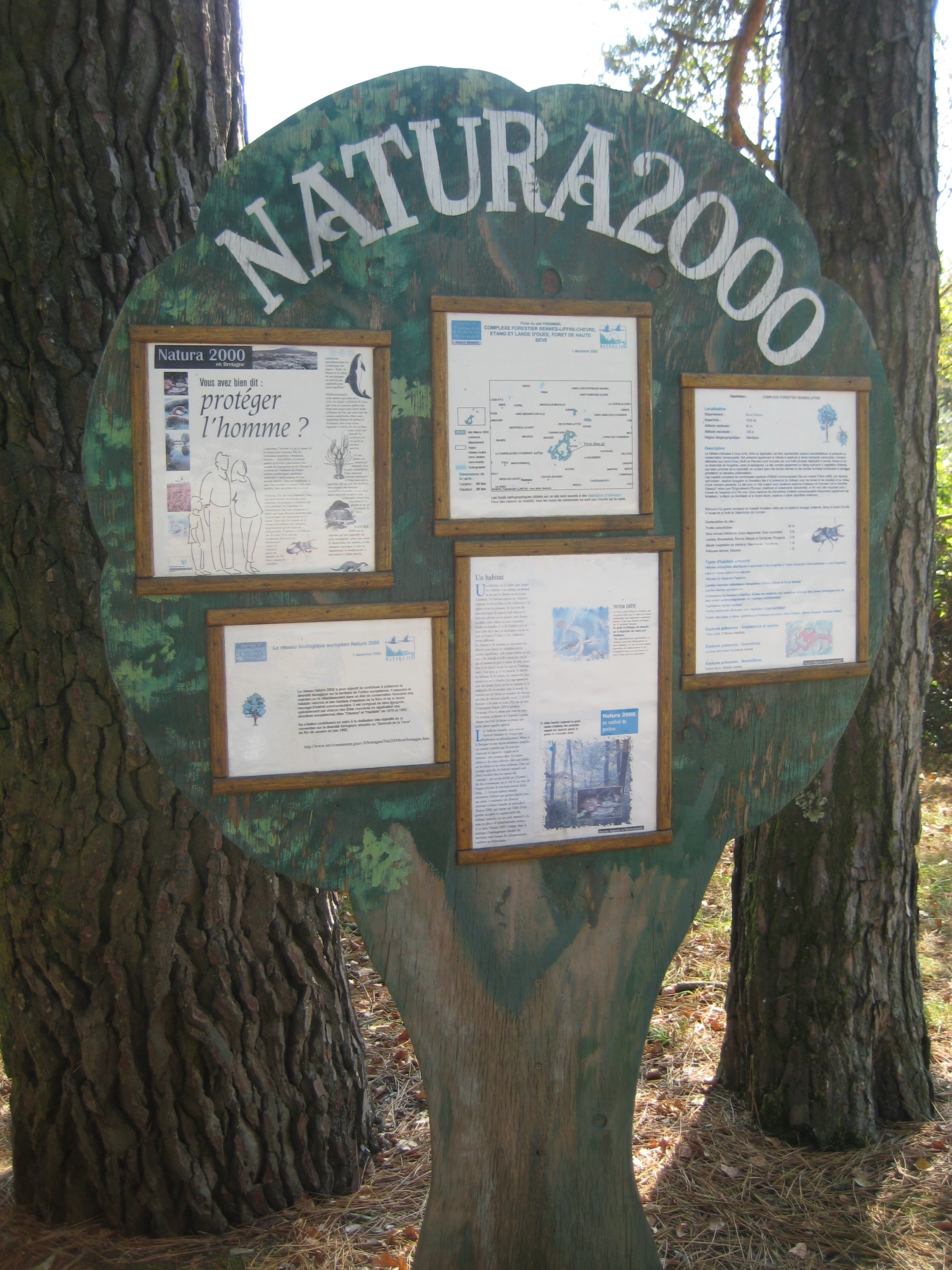
法国的雷恩森林
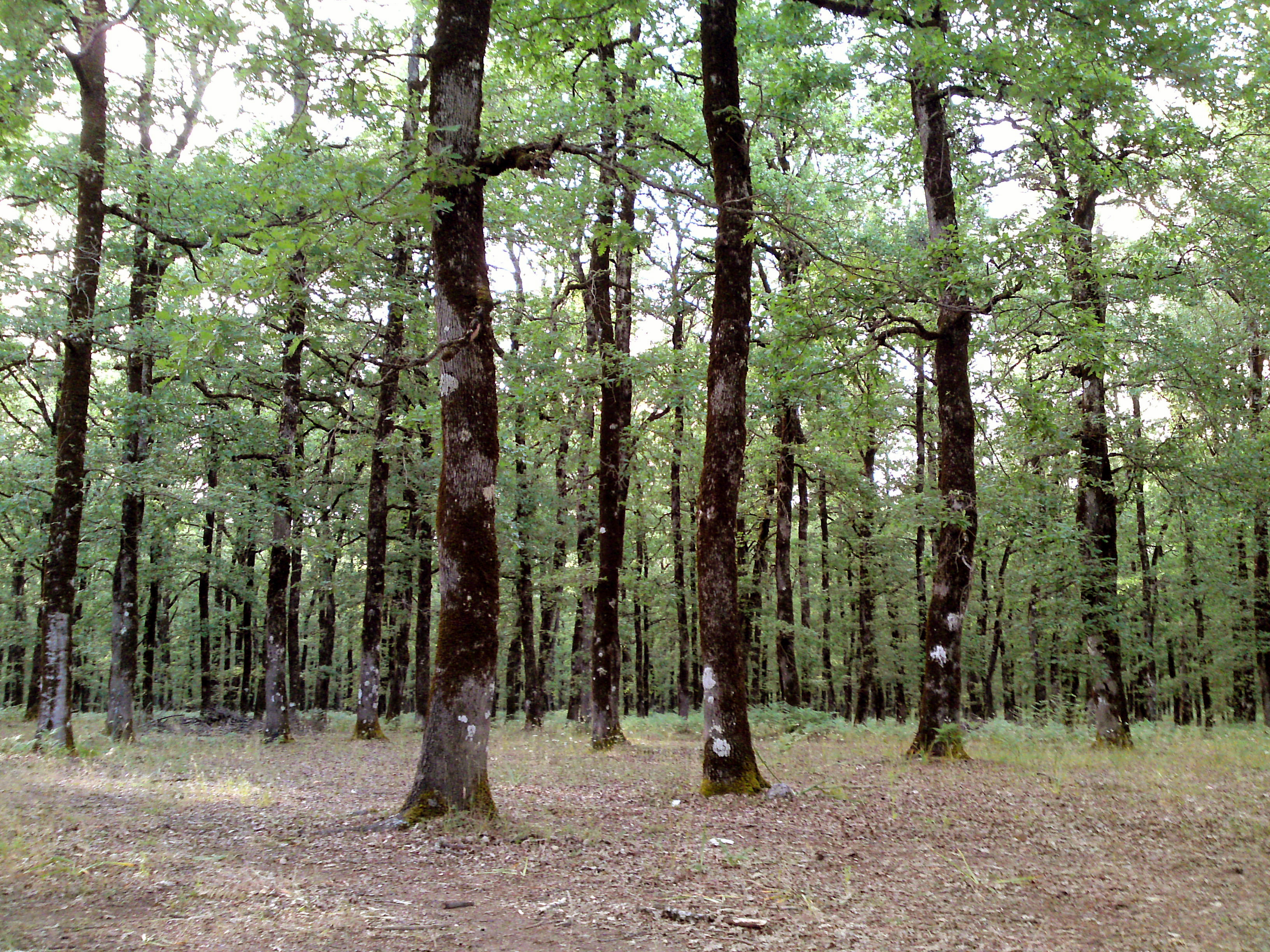
希腊的橡树林
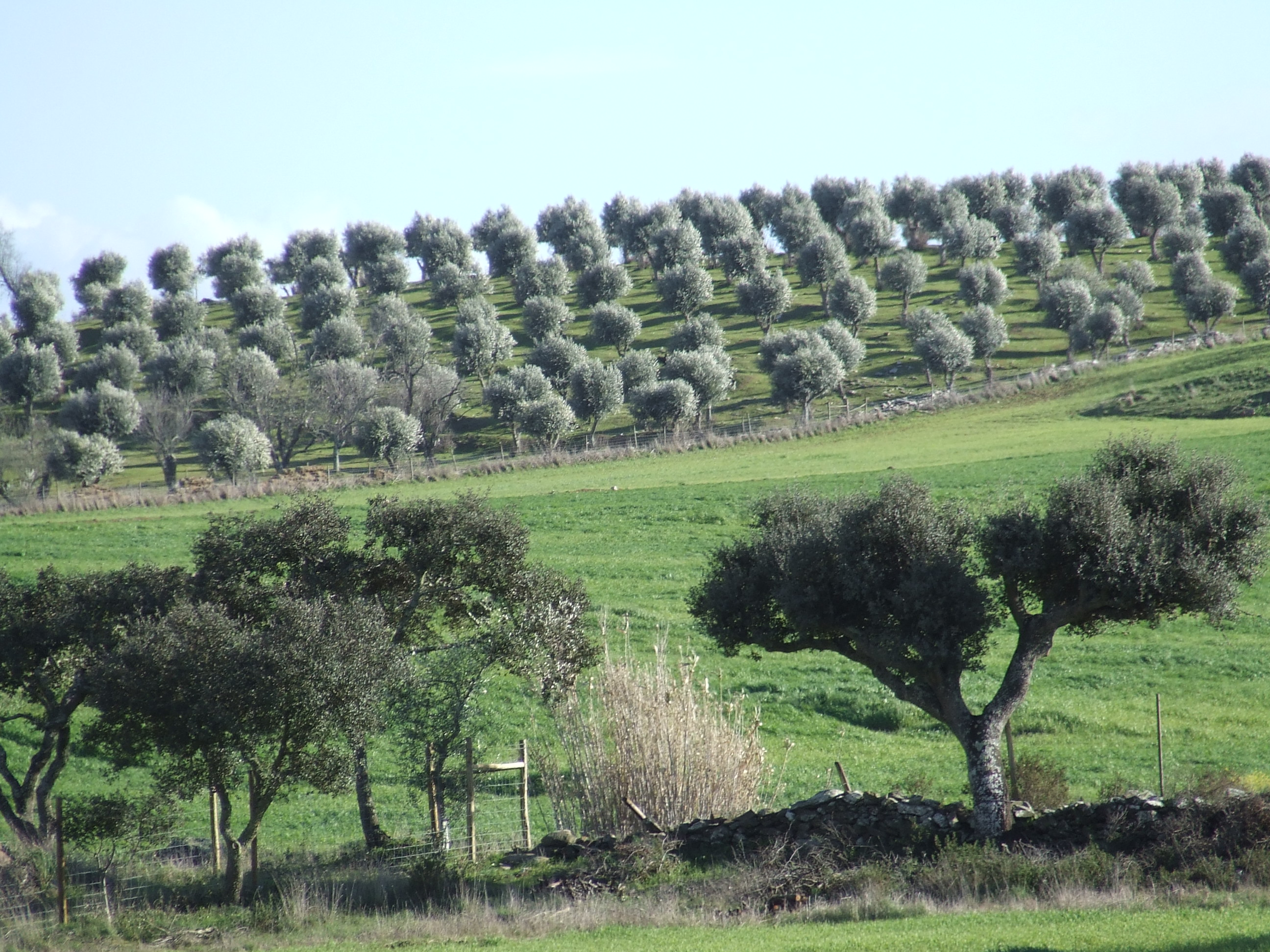
葡萄牙韋迪堡
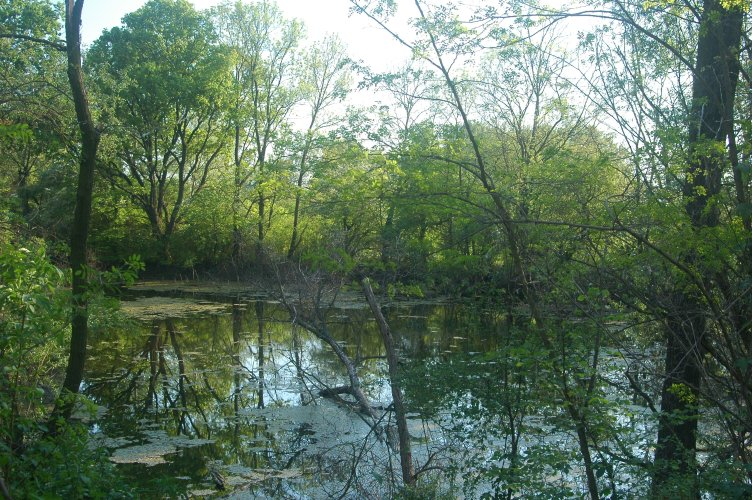
斯洛伐克
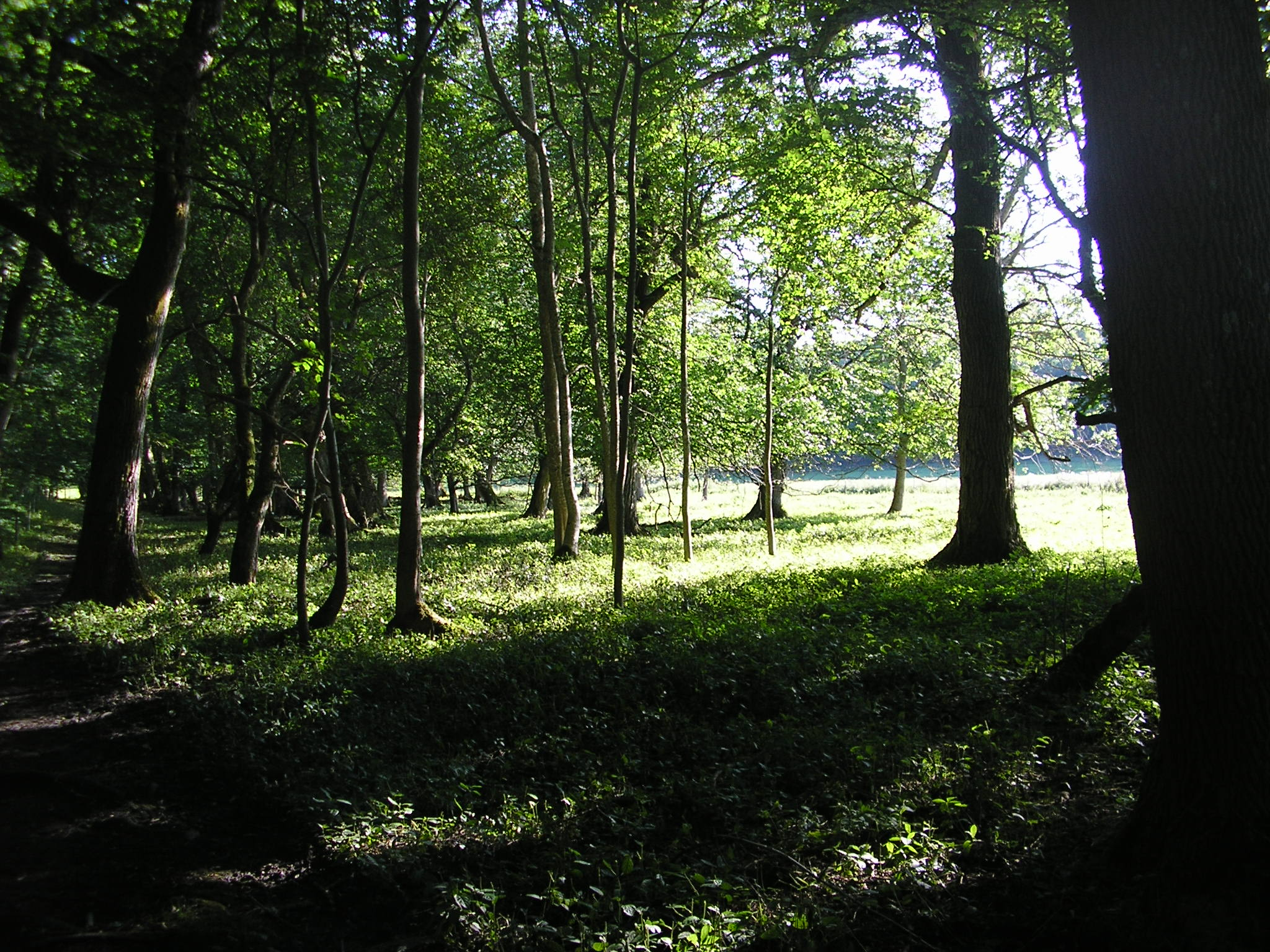
瑞典布胡斯
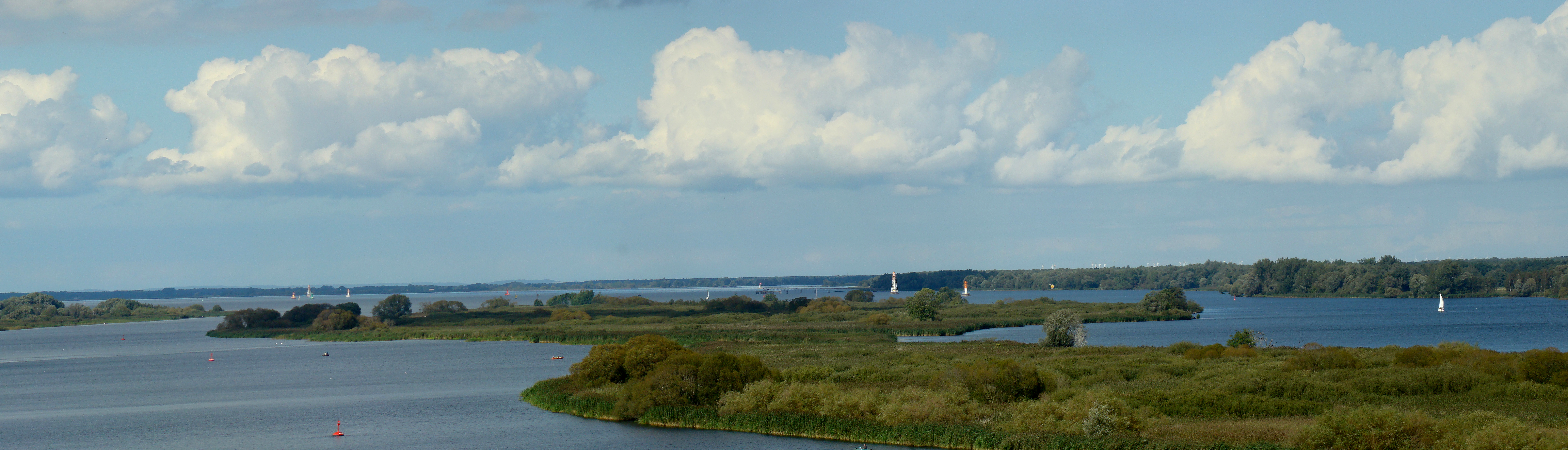
波利采（奧得河和什切青潟湖）
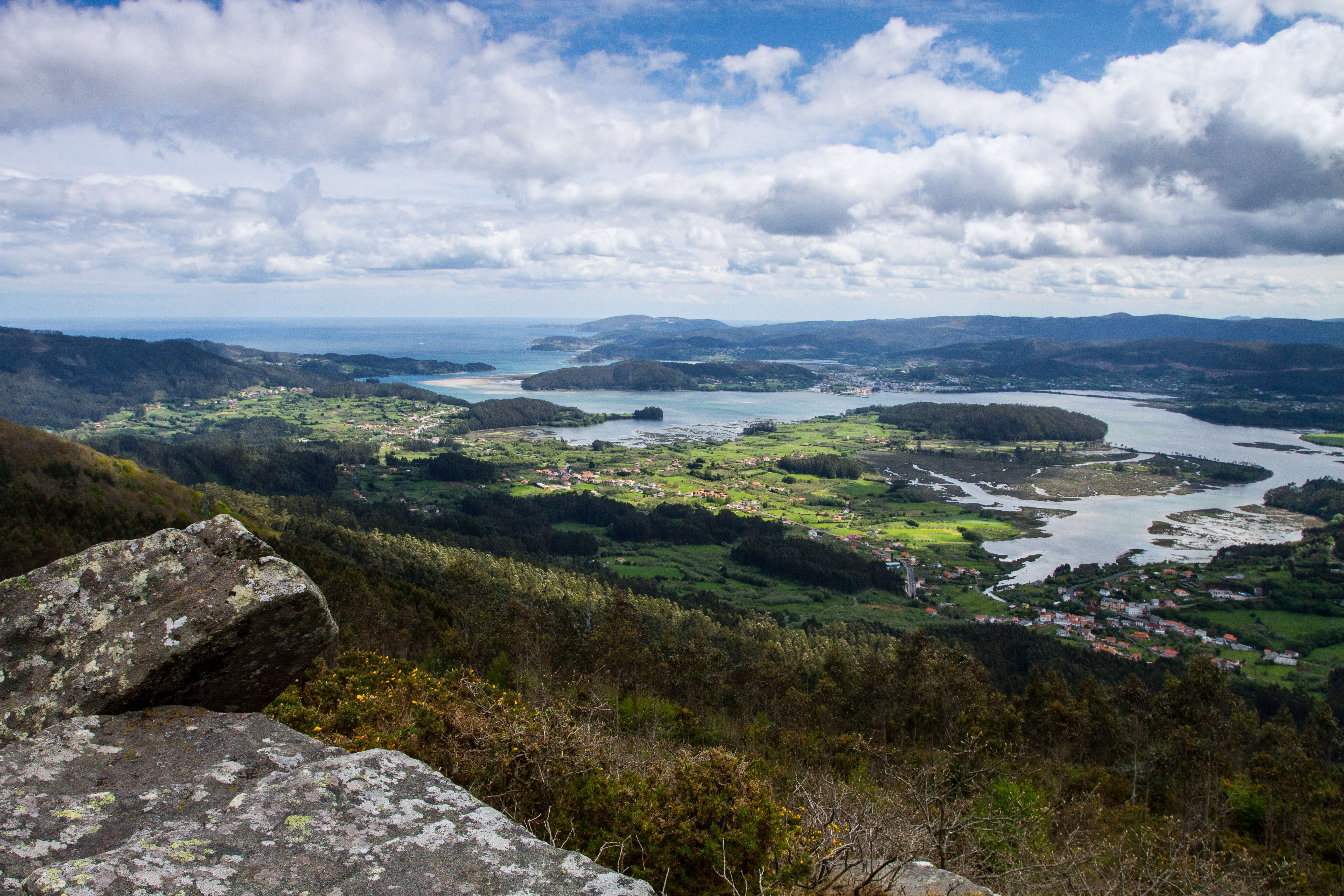
西班牙加利西亚自治区北部 奥尔蒂盖拉湾